# Noel Teles
Manuel Teles Barradas de Carvalho (Noel Teles), foi um advogado e escritor português.
Em 1947 vence o Prémio Ricardo Malheiros com a obra Terra campa.

## Poesia
- 1947 : Terra campa